# Hieracium babianum
Hieracium babianum es una especie de planta con flor del género Hieracium, de la familia Asteraceae, orden Asterales.

## Distribución
Hieracium babianum se distribuye por España.

## Taxonomía
Fue descrita científicamente por Mateo, Egido & Alejandre. Fue publicada en Flora Montiber. 60: 117 (2015).